# بئر عبود (القطن)
'

تعديل مصدري - تعديل

بئر عبود هي إحدى قرى عزلة القطن بمديرية القطن التابعة لمحافظة حضرموت، بلغ تعداد سكانها 45 نسمة حسب تعداد اليمن لعام 2004.